# Innis Chonnell
Innis Chonnell, auch Innischonaill oder Inishchonell geschrieben, ist eine schottische Insel. Sie liegt in dem schmalen See Loch Awe, dem drittgrößten See Schottlands, etwa zwölf Kilometer nordwestlich von Inveraray und 21 Kilometer südöstlich von Oban. Die heute unbewohnte Insel befindet sich weniger als hundert Meter abseits des Südufers des Sees und ist maximal 150 m lang und höchstens 60 m breit.

## Geschichte
Im Jahre 1315 erhielt Cailean Mór (Colin Campbell) weite Ländereien in der heutigen Council Area Argyll and Bute, darunter auch die Innis Chonnell. Wahrscheinlich in der ersten Hälfte des 13. Jahrhunderts errichteten Mitglieder des Clans Campbell die Burg Ardchonnel Castle auf der Insel, die bis ins späte 15. Jahrhundert zu den Hauptburgen des Clans gehörte. Über die Geschichte von Ardchonnel Castle und wann es letztlich aufgegeben wurde, ist wenig bekannt. Es ist lediglich verzeichnet, dass es sich im Jahre 1806 bereits in ruinösem Zustand befand. Die erhaltenen Ruinen waren als Denkmal der höchsten Kategorie A einsortiert. Zur Vermeidung einer Doppelkategorisierung wurde diese zwischenzeitlich aufgehoben und es liegt ausschließlich eine Einstufung als Scheduled Monument vor.